# Diaspis delottoi
Diaspis delottoi är en insektsart som beskrevs av Abraham Munting 1967. Diaspis delottoi ingår i släktet Diaspis och familjen pansarsköldlöss. Inga underarter finns listade i Catalogue of Life.